# جوآن والی (بازیکن فوتبال)
جوآن والی (انگلیسی: Joan Whalley؛ 1921 – ۱۰ ژانویهٔ ۱۹۹۸) بازیکن فوتبال بود.